# Augustin Žalud
Augustin Žalud (21. prosince 1872 Praha – 25. září 1928 Ústí nad Orlicí) byl český levicový novinář, spisovatel, etnograf a knihovník. Byl autorem oceňovaných spisů o české vesnici a Janu Husovi. Vedl Českoslovanskou společnost národopisnou a Národopisné muzeum v Kinského zahradě. Političtí příznivci i odpůrci jej respektovali pro jeho vzdělání, taktní vystupování a organizátorskou činnost. Vystupoval i pod pseudonymy Gustav Mach, Gusta Žalud nebo Spektator.

## Život
Roku 1902 založil se Z. V. Tobolkou týdeník Přehled v rámci realistické strany. Později přešel do reformované mladočeské strany a stal se spolupracovníkem Národních listů pod pseudonymem Spektator.
Redigoval rovněž časopisy Pražská revue a Národopisný věstník. Stal se sekretářem Českoslovanské společnosti národopisné a Národopisného muzea v Kinského zahradě.
Po vzniku ČSR vstoupil do sociální demokracie a stal se knihovníkem Ministerstva sociální péče. Věnoval se rovněž sociologickým studiím. Ve Svazu osvětovém (později přejmenovaném na Masarykův lidovýchovný ústav) tvořil literárně-knihovnické práce.
Zemřel na zdravotním pobytu v Ústí nad Orlicí následkem infekce růže po prodělané operaci. Byl zpopelněn v olšanském krematoriu.

## Dílo
Z jeho prací vyšly knižně:
- Karla Havlíčka život, působení a význam (1896, reedice 1920)
- František Palacký jako politik a historik (1898)
- Česká vesnice (1919), jeden z nejlepších etnografických spisů o českém venkovu[2]

Během první světové války redigoval jubilejní spis M. Jan Hus v památkách lidu českého. Také psal a překládal básně.